# Liste der Abgeordneten zum Oberösterreichischen Landtag (XI. Wahlperiode)
Diese Liste der Abgeordneten zum Oberösterreichischen Landtag (XI. Wahlperiode) listet alle Abgeordneten zum Oberösterreichischen Landtag in der XI. Wahlperiode auf. Die Wahlperiode reichte vom 21. September 1909 bis in die Anfangsphase des Ersten Weltkriegs 1914/1915 und stellte die letzte Wahlperiode während der österreichisch-ungarischen Monarchie dar.

## Funktionen

### Landtagsabgeordnete
| Name                                 | Wählerklasse               | Region                       | Anmerkung                                             |
| ------------------------------------ | -------------------------- | ---------------------------- | ----------------------------------------------------- |
| Baldinger Josef                      | Landgemeinden              | Wahlbezirk Vöcklabruck       |                                                       |
| Baumgartner Cölestin                 | Großer Großgrundbesitz     |                              |                                                       |
| Baumgartner Georg                    | Allgemeine Wählerklasse    |                              |                                                       |
| Beuerle Karl                         | Städte und Industrialorte  |                              |                                                       |
| Bundschuh Karl                       | Allgemeine Wählerklasse    |                              |                                                       |
| Dinghofer Franz                      | Städte und Industrialorte  |                              | ab 30. Juni 1913 als Nachfolger von Georg Eckl        |
| Dirmeier Johann                      | Landgemeinden              | Wahlbezirk Ried              |                                                       |
| Dirnberger Josef                     | Städte und Industrialorte  | Wahlbezirk Grein             | ab 3, Mai 1911 für Leopold Heindl                     |
| Dürckheim-Montmartin Georg Friedrich | Großer Großgrundbesitz     |                              |                                                       |
| Eckl Georg                           | Städte und Industrialorte  |                              | bis Mai 1913                                          |
| Eisterer Johann                      | Allgemeine Wählerklasse    |                              |                                                       |
| Eltz August                          | Großer Großgrundbesitz     |                              |                                                       |
| Erb Leopold                          | Städte und Industrialorte  | Wahlbezirk Kirchdorf         |                                                       |
| Ezdorf Josef                         | Großer Großgrundbesitz     |                              |                                                       |
| Frankenstein Konrad                  | Großer Großgrundbesitz     |                              | ab 13. Dezember 1909 als Nachfolger von Richard Porak |
| Fuchs Franz                          | Allgemeine Wählerklasse    |                              | am 15. September 1914 verstorben                      |
| Gerstberger Michael                  | Landgemeinden              | Wahlbezirk Ried              |                                                       |
| Granitzer Leopold                    | Allgemeine Wählerklasse    |                              |                                                       |
| Grasböck Theobald                    | Großer Großgrundbesitz     |                              | am 27. September 1915                                 |
| Gruber Ludwig                        | Städte und Industrialorte  | Wahlbezirk Freistadt         |                                                       |
| Gschaider Julius                     | Städte und Industrialorte  | Landesfürstliche Stadt Steyr | ab 12. März 1912 für Viktor Stigler                   |
| Haderer Johann                       | Landgemeinden              | Wahlbezirk Schärding         |                                                       |
| Hafner Josef                         | Allgemeine Wählerklasse    |                              |                                                       |
| Hauser Johann Nepomuk                | Landgemeinden              | Wahlbezirk Freistadt         |                                                       |
| Heimpl Karl                          | Landgemeinden              | Wahlbezirk Steyr             |                                                       |
| Heindl Leopold                       | Städte und Industrialorte  | Wahlbezirk Grein             | am 19. Dezember 1911 verstorben                       |
| Helletzgruber Josef                  | Städte und Industrialorte  |                              | am 6. Februar 1915 verstorben                         |
| Hinsenkamp Heinrich                  | Städte und Industrialorte  | Wahlbezirk Urfahr            |                                                       |
| Hittmair Rudolf                      | Virilstimme                |                              | am 5. März 1915 verstorben                            |
| Hödlmoser Josef                      | Landgemeinden              | Wahlbezirk Gmunden           |                                                       |
| Hölzl Markus                         | Städte und Industrialorte  | Wahlbezirk Schärding         |                                                       |
| Huber Ignaz                          | Landgemeinden              | Wahlbezirk Wels              | am 26. Juli 1913 verstorben                           |
| Huber Michael                        | Allgemeine Wählerklasse    |                              |                                                       |
| Hummer Georg                         | Städte und Industrialorte  | Wahlbezirk Vöcklabruck       | am 17. April 1913                                     |
| Huster Josef                         | Handels- und Gewerbekammer |                              |                                                       |
| Jäger Ernst                          | Städte und Industrialorte  |                              |                                                       |
| Krackowizer Ferdinand                | Städte und Industrialorte  | Wahlbezirk Gmunden           | ab 9. Jänner 1914 für Josef Vesco                     |
| Krammer Kaspar                       | Landgemeinden              | Wahlbezirk Rohrbach          |                                                       |
| Kühberger Johann                     | Landgemeinden              | Wahlbezirk Grein             |                                                       |
| Langoth Franz                        | Städte und Industrialorte  |                              |                                                       |
| Lattner Michael                      | Landgemeinden              | Wahlbezirk Kirchdorf         |                                                       |
| Mauhard Hermann                      | Handels- und Gewerbekammer |                              | ab 8. Jänner 1912 für Hermann Mauhard                 |
| Mayr Max                             | Landgemeinden              | Wahlbezirk Linz              |                                                       |
| Mayrhofer Johann                     | Landgemeinden              | Wahlbezirk Grein             |                                                       |
| Nußbaumer Alois                      | Landgemeinden              | Wahlbezirk Gmunden           |                                                       |
| Pichler Heinrich                     | Städte und Industrialorte  | Wahlbezirk Vöcklabruck       | ab 2. Juli 1913 für Georg Hummer                      |
| Pischitz Georg                       | Allgemeine Wählerklasse    |                              |                                                       |
| Poeschl Rudolf                       | Städte und Industrialorte  | Wahlbezirk Rohrbach          |                                                       |
| Porak Richard                        | Großer Großgrundbesitz     |                              | bis November 1909                                     |
| Postll Rudolf                        | Allgemeine Wählerklasse    |                              |                                                       |
| Preßler Oskar von                    | Großer Großgrundbesitz     |                              |                                                       |
| Ratzelberger Engelbert               | Landgemeinden              | Wahlbezirk Braunau           |                                                       |
| Reininger Karl                       | Handels- und Gewerbekammer |                              | am 29. Juli 1911 verstorben                           |
| Revertera Nikolaus                   | Großer Großgrundbesitz     |                              |                                                       |
| Roither Mathias                      | Landgemeinden              | Wahlbezirk Vöcklabruck       |                                                       |
| Roßmann Georg                        | Städte und Industrialorte  | Wahlbezirk Braunau           |                                                       |
| Salzmann Karl                        | Allgemeine Wählerklasse    |                              |                                                       |
| Schachinger Karl                     | Städte und Industrialorte  | Wahlbezirk Eferding          |                                                       |
| Scharizer Theodor                    | Städte und Industrialorte  | Wahlbezirk Freistadt         |                                                       |
| Schartner Gilbert                    | Landgemeinden              | Wahlbezirk Rohrbach          |                                                       |
| Schauer Johann                       | Städte und Industrialorte  | Landesfürstliche Stadt Wels  | am 1. Juni 1914 verstorben                            |
| Schlegel Josef                       | Allgemeine Wählerklasse    |                              |                                                       |
| Schmidlechner Franz                  | Landgemeinden              | Wahlbezirk Braunau           |                                                       |
| Schmidtbauer Lambert                 | Landgemeinden              | Wahlbezirk Wels              |                                                       |
| Schwarz Anton                        | Allgemeine Wählerklasse    |                              |                                                       |
| Schwinner Josef                      | Allgemeine Wählerklasse    |                              |                                                       |
| Starhemberg Ernst Rüdiger            | Großer Großgrundbesitz     |                              |                                                       |
| Stigler Viktor                       | Städte und Industrialorte  | Landesfürstliche Stadt Steyr | bis 9. Jänner 1912                                    |
| Traunwieser Mathias                  | Allgemeine Wählerklasse    |                              | am 20. August 1913 verstorben                         |
| Treml Ignaz                          | Großer Großgrundbesitz     |                              |                                                       |
| Vesco Josef                          | Städte und Industrialorte  | Wahlbezirk Gmunden           | am 25. Juni 1913 verstorben                           |
| Waldl Josef                          | Landgemeinden              | Wahlbezirk Steyr             |                                                       |
| Wiesinger Franz                      | Allgemeine Wählerklasse    |                              | ab dem 7. Jänner 1914 für Mathias Traunwieser         |
| Wiesner Karl                         | Städte und Industrialorte  | Wahlbezirk Enns              |                                                       |
| Wimeder Mathias                      | Landgemeinden              | Wahlbezirk Schärding         |                                                       |
| Winter Hans                          | Städte und Industrialorte  | Landesfürstliche Stadt Ried  |                                                       |
| Wöckinger Michael                    | Landgemeinden              | Wahlbezirk Linz              |                                                       |
| Wöhrle Karl                          | Handels- und Gewerbekammer |                              |                                                       |
| Zacherl Josef                        | Landgemeinden              | Wahlbezirk Wels              | ab dem 9. Jänner 1914 für Ignaz Huber                 |